# Hispania Citerior
Hispania Citerior (en latín: Hispania cercana) fue el nombre de una de las dos provincias en las que quedó inicialmente dividida Hispania tras la conquista por parte de la República romana tras sus conquistas en el sur y este de la península ibérica. Comprendía la costa este, desde los Pirineos a Cartagena. 
La administración de la Hispania Citerior recaía sobre la ciudad de Tarraco (actual Tarragona), mientras que la de Hispania Ulterior en Corduba (actual Córdoba). Al extenderse sus dominios hacia el interior peninsular, la Hispania Citerior se acabó convirtiendo en la provincia de Tarraconense del Imperio romano, que se extendía desde el Mediterráneo hasta Galicia.